# Factual
Factual je otvorena platforma razvijena kako bi se povećala tačnost, transparentnost i dostupnost podataka. Ona obezbeđuje pristup preko web API servisa za prilagodljive i višenamenske aplikacije. Factual sadrži informacije iz vladinih izvora kao i informacije o lokalnim atrakcijama i mestima za zabavu. Facebook Places i SpatialMatch su jedni od većih servisa koji spadaju u skupove podataka komercijalnih potrošača Factual-a. Factual namerava da obezbedi popuste za korisnike njihovog servisa koji doprinose tako što šalju povratne informacije o podacima koje su dobili i time podstiču kolaborativne pristupe stvaranju podataka. Njegov osnivač, Žil Elbaz, opisuje Factual kao platformu za sve koji hoće da dele i skupljaju podatke. Trenutno, Factual ima 3 kancelarije: dve u Kaliforniji (Los Anđeles i Palo Alto) i jedna u Šangaju, Kina.

## Istorija
Žil Elbaz je 1998. godine osnovao kompaniju pod imenom Oingo, kasnije Applied Semantics, koja je izgradila tehnologiju za povezivanje odgovarajućeg ili sličnog internet sadržaja. Godinu dana posle njihove inicijalne javne ponude, 2003. godine Google kupuje kompaniju za 100 miliona dolara i koristi njihovu tehnologiju da napravi AdSense, koja automatski pokazuje reklame na osnovu sadržaja web stranice. Kao deo dogovora, Žil Elbaz počinje da radi za Google kao inženjer do 2007. godine kada napušta Google i osniva Factual. On je oduvek verovao da će veća dostupnost podataka omogućiti više inovativnih alata i aplikacija. U tom smislu, on je odlučio da razvije otvorenu platformu za prenos podataka kako bi se povećala tačnost, transparentnost i dostupnost podataka.

## Proizvodi

### Global location data
Global location data je baza podataka sa preko 65 miliona informacija o lokalnim biznisima i interesantnim atrakcijama u 50 zemalja. Bazi podataka možete pristupiti preko ultra brzog API servisa ili preuzeti kompletnu bazu. U bazi podataka možete naći osnovne atribute kao što su ime, adresa, broj telefona, email i websajt za svaki restoran, hotel, muzej, aerodrom itd. Postoje podaci za preko 1,1 milion restorana u SAD i preko 200 hiljada u UK. Za restorane postoje i detaljni podaci o meniju, tipovima ishrane, rasponu cena, rejtingu, radnom vremenu i opcijama plaćanja. Baza podataka sadrži informacije i o zdravstvenim ustanovama. Sa preko 2,6 miliona ključnih podataka, baza obuhvata svaki tip lekara u SAD, uključujući stomatologe, kiropraktičare, fizioterapeute kako bi korisnik donosio najbolje odluke.

### Mobile Personalization and Ad Targeting
Mobile Personalization and Ad Targeting Vam isporučuje personalizovane i relevantne reklame pri korišćenju aplikacija na mobilnom telefonu. Ovaj servis takođe omogućava da dobijete reklame vezane za oblast gde se trenutno nalazite. Geopulse Audience kombinuje moć Factual-ove globalne baze podataka i duboko razumevanje lokacije za analizu ponašanja mobilnih korisnika kako bi se generisali bogati korisnički profili koji će Vam pomoći da razumete svoje korisnike. Preko ovog servisa, proizvođači mobilnih telefona i ljudi koji razvijaju mobilne aplikacije, imaju mogućnost da prilagode svoje aplikacije kako bi isporučuli veći i relevantniji sadržaj svojim mobilnim korisnicima.
Generisani profili korisnika se sastoje od demografskih i geografskih atributa, kao i atributa ponašanja. U demografske atribute spadaju rasa, primanja, pol, godine i trenutno zanimanje. U geografske atribute spadaju Vaš poštanski broj, oblasti u kojima ste najaktivniji kao npr. države, gradovi, delovi gradova itd. Atributi ponašanja se dobijaju tako što se prati šta Vas najviše interesuje na internetu i u njih spadaju: šta volite da kupujete, koliko često putujete, koliko često posećujete sportske događaje, koliko često posećujete bioskop itd. Profili mogu biti kreirani sa najmanje 200 tačaka informacija tokom perioda od 2 nedelje i unaprediće se kada sistem primi više informacija. Sistem je dizajniran da radi sa podacima koji povremeno nisu tačni i nekonzistentni i u tom slučaju sistem ponekad pronađe i odbaci od 15-25% dobijenih informacija. Pošto se radi o delikatnim informacijama, zaštita privatnosti se shvata veoma ozbiljno i zato se zastareli podaci koje je dobio sistem redovno brišu sa Factual-ove baze podataka.
Geopulse Proximity isporučuje kontekstualno relevantan sadržaj i reklame u zavisnosti gde se trenutno nalaze mobilni korisnici, na skali i latenciji koje su potrebne za današnji mobilni svet. Server koji sprovodi i optimizuje podatke omogućuje ogroman dotok informacija i ima odziv manje od 1 milisekunde. Dizajniran je za minimalne tehničke zahteve i lako se uklapa u postojeće radne procese.

### Data Mapping and Cleaning
Data Mapping and Cleaning Vam omogućava da očistite i poboljšate podatke sa Factual-ovim paketom alata za čišćenje i mapiranje. Resolve API je jedan od alata koji spada u Factual-ovom paketu alata koji raspolaže sofisticiranom tehnologijom za efektivno čišćenje podataka u realnom vremenu. Resolve API se koristi kako bi se eliminisali duplikati podataka i normalizovali već postojeći. Places Crosswalk Data pruža centralizovano skladištenje skupova podataka i omogućava preduzetnicima da vide kako su njihove prodavnice i brendovi predstavljeni na internetu. Takođe, sadrži atribute i o prehrambenim proizvodima kao što su univerzalni kod proizvoda, internacionalni broj artikla, ime proizvoda, ime proizvođača, brend, veličinu, kategoriju i prosečnu cenu. Možete dobiti informacije i o sastavu namirnica za preko 150 hiljada vrsta prehrambenih proizvoda i pića i 300 hiljada pakovane robe. Obuhvata preko 50 nezavisnih usluga uključujući Facebook, Twitter, Yelp, Amazon, Walmart itd.

## Cilj
Cilj Factual-a je izuzetno ambiciozan i neočekivano skroman tj. da bude predvodnik informacija u svetu. To znači da gomilaju podatke, standardizuju i povećavaju tačnost. Za razliku od Google-a, Factual radi u pozadini omogućavajući drugim kompanijama, čak i kompanijama u rastu, sofisticirane usluge svojih proizvoda. Factual namerava da izgradi jedan od najvećih riznica otvorenih podataka obezbeđivanjem otvorenog kolaborativnog okruženja gde, na lak način, svako može da vidi, doprinese, poboljša i deli podatke. Factual želi da omogući pravu odgovornost, svih učesnika za podatke. Odgovornost se ogleda u tome da svaki učesnik može lako da iskaže svoje mišljenje, dopunjuje podatke ili da se ne slaže sa podacima. Odgovornost podrazumeva potpunu transparentnost i istoriju podataka u odnosu na to kako je nastao taj podatak.
Pošto su podaci otvoreni, to otvara mnogo vrata za programere koji hoće da kreiraju nove aplikacije bez kompleksnih ograničenja licenciranja podataka. Velike kompanije, kao što su Bing, Yelp i Groupon, su kupile licence za korišćenje Factual-ove baze podataka.

## Spoljašnje veze
- Factual Архивирано на веб-сајту  (7. јун 2014)
- Facebook stranica
- Twitter stranica